# Bob na Zimskih olimpijskih igrah 1948
Bob na Zimskih olimpijskih igrah 1948.

## Rezultati

### Dvosed
| Poz | Ekipa                  | Tekmovalca                            | 1. tek | 2. tek | 3. tek | 4. tek | Skupaj |
| --- | ---------------------- | ------------------------------------- | ------ | ------ | ------ | ------ | ------ |
| 1   | Švica II               | Felix Endrich, Friedrich Waller       | 1:22,4 | 1:22,7 | 1:21,7 | 1:22,4 | 5:29,2 |
| 2   | Švica I                | Fritz Feierabend, Paul Eberhard       | 1:23,7 | 1:24,0 | 1:21,4 | 1:21,3 | 5:30,4 |
| 3   | ZDA II                 | Frederick Fortune, Schuyler Carron    | 1:25,5 | 1:24,1 | 1:22,5 | 1:23,2 | 5:35,3 |
| 4   | Belgija I              | Max Houben, Jacques Mouvet            | 1:24,4 | 1:24,4 | 1:24,5 | 1:24,2 | 5:37,5 |
| 5   | Združeno kraljestvo I  | William Coles, Raymond Collings       | 1:25,2 | 1:24,4 | 1:24,2 | 1:24,1 | 5:37,9 |
| 6   | Italija Italy II       | Mario Vitali, Dario Poggi             | 1:25,0 | 1:25,0 | 1:23,8 | 1:24,2 | 5:38,0 |
| 7   | Norveška II            | Arne Holst, Ivar Johansen             | 1:25,6 | 1:25,0 | 1:23,7 | 1:23,9 | 5:38,2 |
| 8   | Italija I              | Nino Bibbia, Edilberto Campadese      | 1:25,1 | 1:25,1 | 1:24,0 | 1:24,4 | 5:38,6 |
| 9   | ZDA I                  | Tuffield A, Latour, Leo J, Martin     | 1:24,9 | 1:24,8 | 1:24,1 | 1:25,4 | 5:39,2 |
| 10  | Belgija II             | Marcel Leclef, Louis-Georges Niels    | 1:26,8 | 1:24,9 | 1:23,6 | 1:24,5 | 5:39,8 |
| 11  | Francija I             | Achille Fould, Henri Evrot            | 1:25,8 | 1:25,3 | 1:24,7 | 1:24,6 | 5:40,4 |
| 12  | Francija II            | William Hirigoyen, Louis Saint-Calbre | 1:25,8 | 1:25,0 | 1:24,9 | 1:24,8 | 5:40,5 |
| 13  | Norveška I             | Bjarne Schrøen, Gunnar Thoresen       | 1:27,1 | 1:27,1 | 1:26,1 | 1:26,2 | 5:46,5 |
| 14  | Češkoslovaška I        | Max Ippen, Eduard Novotný             | 1:27,2 | 1:26,4 | 1:26,3 | 1:26,7 | 5:46,6 |
| 15  | Argentina I            | Marcello de Ridder, Héctor Tomasi     | 1:29,2 | 1:28,5 | 1:27,8 | 1:27,3 | 5:52,8 |
| -   | Združeno kraljestvo II | Anthony Gadd, Basil Wellicome         | 1:27,9 | 1:26,8 | odstop |        | odstop |

### Štirised
| Poz | Ekipa                  | Tekmovalci                                                              | 1. tek | 2. tek | 3. tek | 4. tek | Skupaj |
| --- | ---------------------- | ----------------------------------------------------------------------- | ------ | ------ | ------ | ------ | ------ |
| 1   | ZDA II                 | Francis Tyler, Patrick Martin, Edward Rimkus, William D'Amico           | 1:17,1 | 1:19,6 | 1:21,4 | 1:22,0 | 5:20,1 |
| 2   | Belgija I              | Max Houben, Freddy Mansveld, Louis-Georges Niels, Jacques Mouvet        | 1:17,3 | 1:20,9 | 1:22,0 | 1:21,1 | 5:21,3 |
| 3   | ZDA I                  | James Bickford, Thomas Hicks, Donald Dupree, William Dupree             | 1:17,4 | 1:20,7 | 1:21,8 | 1:21,6 | 5:21,5 |
| 4   | Švica I                | Fritz Feierabend, Friedrich Waller, Felix Endrich, Heinrich Angst       | 1:16,9 | 1:21,2 | 1:22,3 | 1:21,7 | 5:22,1 |
| 5   | Norveška I             | Arne Holst, Ivar Johansen, Reidar Berg, Alf Large                       | 1:17,3 | 1:20,8 | 1:21,4 | 1:23,0 | 5:22,5 |
| 6   | Italija I              | Nino Bibbia, Giancarlo Ronchetti, Edilberto Campadese, Luigi Cavalieri  | 1:18,2 | 1:20,8 | 1:22,1 | 1:21,9 | 5:23,3 |
| 7   | Združeno kraljestvo I  | William Coles, William McLean, Raymond Collings, George Holliday        | 1:18,5 | 1:20,9 | 1:22,5 | 1:23,0 | 5:23,3 |
| 8   | Švica II               | Franz Kapus, Werner Spring, Bernhard Schilter, Paul Eberhard            | 1:17,6 | 1:20,8 | 1:22,3 | 1:24,7 | 5:25,5 |
| 9   | Francija I             | René Charlet, Jean Morin, Jacques Descatoire, Amédée Ronzel             | 1:18,9 | 1:22,2 | 1:23,8 | 1:24,5 | 5:29,4 |
| 10  | Norveška II            | Bjarne Schrøen, Gunnar Thoresen, Arnold Dyrdahl, Benn John Valsø        | 1:20,0 | 1:22,6 | 1:23,6 | 1:23,5 | 5:29,7 |
| 11  | Italija II             | Nino Rovelli, Enrico Airoldi, Vittorio Folonari, Remo Airoldi           | 1:19,8 | 1:22,8 | 1:23,2 | 1:24,4 | 5:30,2 |
| 12  | Argentina I            | Justo del Carril, Salvador Correa, Marcello de Ridder, Héctor Tomasi    | 1:20,5 | 1:23,4 | 1:24,5 | 1:24,5 | 5:32,9 |
| 13  | Francija II            | Gilbert Achart-Picart, Félix Bonnat, Louis Saint-Calbre, Henri Evrot    | 1:20,7 | 1:24,7 | 1:24,7 | 1:25,3 | 5:35,4 |
| 14  | Češkoslovaška I        | Max Ippen, František Zajíšek, Ivan Šipajlo, Eduard Novotný              | 1:20,6 | 1:24,1 | 1:25,4 | 1:25,4 | 5:35,5 |
| 15  | Združeno kraljestvo II | Richard Jeffrey, Edgar Meddings, George Powell-Sheddon, James Iremonger | 1:20,8 | 1:24,3 | 1:29,8 | 1:26,2 | 5:41,1 |